# Jamaica címere

Jamaica címere

Jamaica címere Jamaica egyik nemzeti jelképe.

## Leírása
A címer alapja egy pajzs: fehér mezőn egy vörös kereszt, rajta öt ananász.  A pajzs felett egy sisakot és sisakdíszt, azon egy krokodilt helyeztek el. Oldalról  egy indián nő és egy indián férfi tartja. Alul egy szalagon olvasható az ország mottója: „Out of Many, One People” (Egy nép a sok ember közül).